# 白臀䲗
⇄
白臀𮬣（学名：Callionymus pleurostictus）也称胡麻䲗，是䲗科䲗属一种，分布于太平洋西部海域。本种由德国学者罗纳德·弗里克于1982年描述发表，模式产地为越南芽莊市芽庄湾。

## 鉴别特征
体长（SL）18.2-41.0毫米。背鳍Ⅳ+vii，1。体长为背鳍前距的2.9-3.3倍，头长为第一背鳍基底长的1.4-1.9倍。雄鱼第一背鳍第一鳍棘延长成丝状，而雌鱼不延长呈丝状。雄鱼身体和头部下部具众多眼斑，第一背鳍无黑斑，头长为腹鳍长度的0.9-1.0倍。雌鱼头长为第一背鳍第一鳍棘长度的2.1-2.2倍，第二背鳍第八鳍条是第七鳍条长度的1.0-1.2倍。喉部具黑色斑块。尾鳍不对称，上数第四分支鳍条长度超过第三分支鳍条长度的1.3倍。